# Partenope

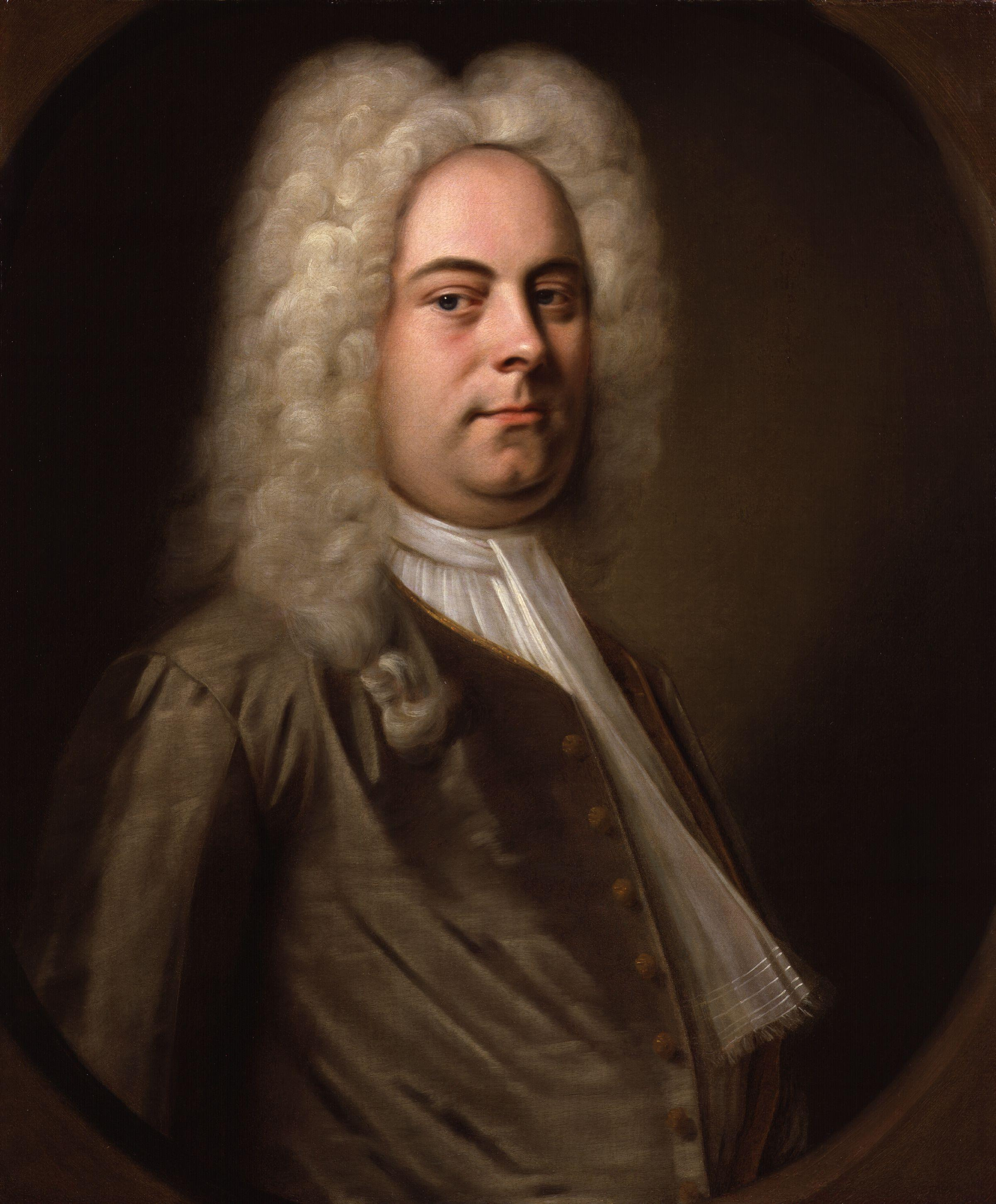
Georg Friedrich Händel

Partenope (HWV 27) är en opera i tre akter med musik av Georg Friedrich Händel. Librettot är en omarbetning av Silvio Stampiglias text La Partenope tonsatt av Antonio Caldara (1708).

## Historia
Partenope var Händels första komiska opera sedan Agrippina (1710). Händel såg förmodligen en uppsättning av Caldaras opera i Venedig året innan han komponerade Agrippina. Operan hade premiär den 24 februari 1730 på The Queen's Theatre, Haymarket, London (senare The King's Theatre).

## Personer

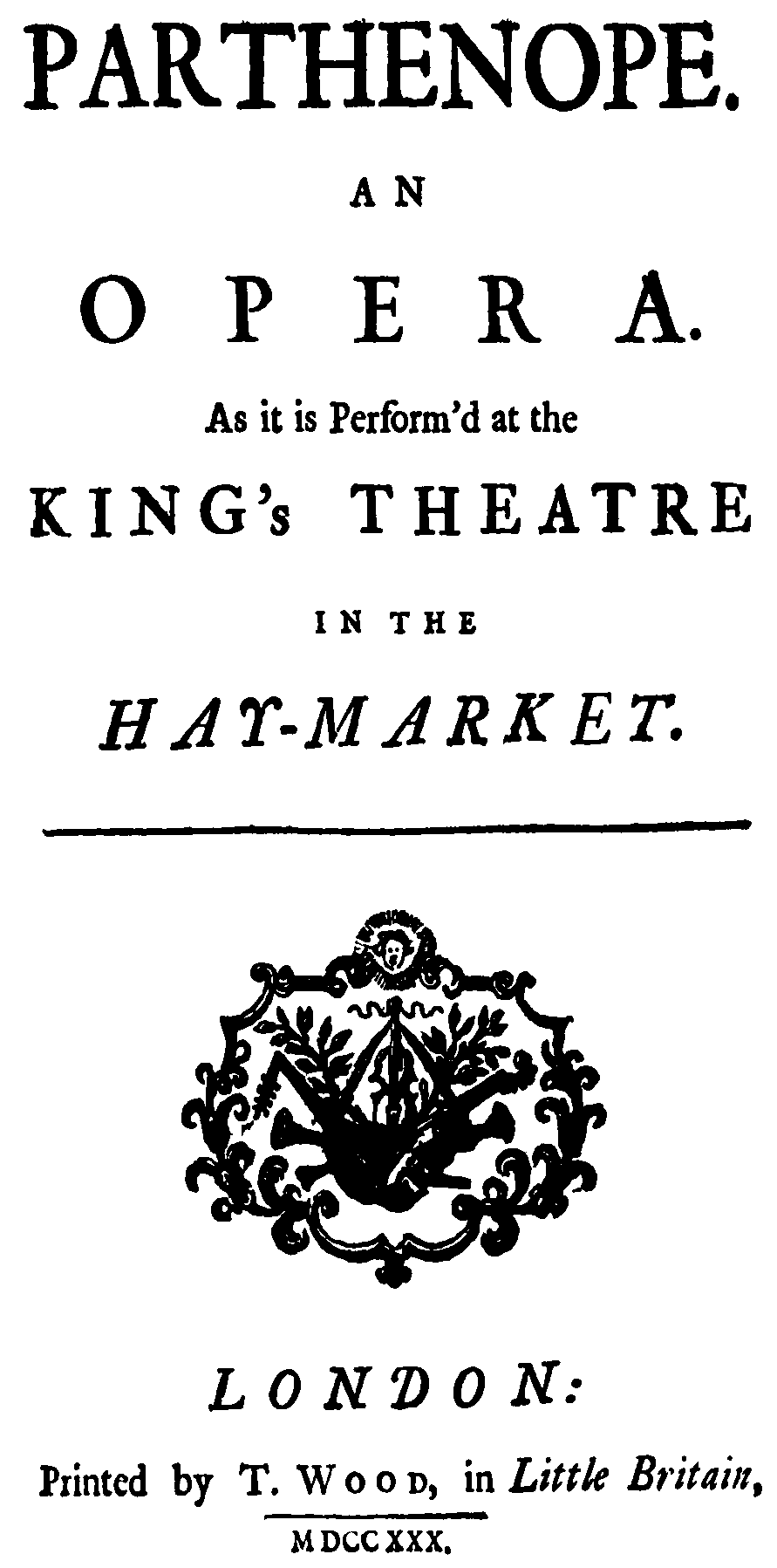
Titelsida till librettot.

- Partenope, drottning av Neapel (sopran)
- Arsace, prins av Korinth (altkastrat)
- Armindo, prins av Rhodos (kontraalt)
- Emilio, prins av Kyme (tenor)
- Rosmira/Eurimene, Arsaces älskade (kontraalt)
- Ormonte (bas)

## Handling

### Akt I
Drottning Partenope uppvaktas av tre friare: Arsace, Armindo och Emilio. Prinsessan Rosmira av Cypern var tidigare förlovad med Arsace och har följt efter honom till Partenopes hov förklädd till soldaten Eurimene. Hon avslöjar sig för Arsace och anklagar honom för otrohet. Fortfarande utklädd som Eurimene presenterar hon sig som ännu en friare till Partenope. Emilio hotar med att beordra sina trupper att attackera staden om inte Partenope väljer honom. Partenope synar hans bluff och beslutar sig för att själv leda försvaret av staden. Armindo ifrågasätter Eurimenes rätt att strida om Partenopes hand men får svaret att "hans" känslor är hos en annan.

### Akt II
Partenopes och Emilios trupper strider och Emilio förlorar och fängslas. Han erkänner Arsace som sin överman men Eurimene tar åt sig äran för detta och utmanar Arsace på duell. Partenope arresterar Euroimene och börjar flirta med Arsace. Men när Arsace försvarar Eurimene blir hon förvirrad men går med på "hans" frigivelse om han lämnar staden. Armindo förklarar Partenope sin kärlek som bara kan beklaga honom.

### Akt III
Eurimene förklarar för Partenope att han utmanade Arsace för en cypriotisk prinsessas skull som Arsace hade bedragit. När Arsace erkänner detta mottar Partenope Armindos frieri. Duellen mellan Arsace och Eurimene förbereds. Duellanterna väljer vapen och Arsace säger att han kommer att strida barbröstad. Seden kräver att hans opponent måste göra detsamma. Ställd inför detta dilemma väljer Rosmira att avslöja sin rätta identitet och erkänner att hennes enda motiv var att pröva Arsaces trohet. De två kärleksparen förenas och Emilio tröstas med ett erbjudande om vänskap.